# Photinus aquilonius
Photinus aquilonius là một loài bọ cánh cứng trong họ Đom đóm (Lampyridae). Loài này được Lloyd miêu tả khoa học năm 1969.